# Paćinko
Paćinko (パチンコ) je vrsta mehaničke igre potekle iz Japana koja se koristi i kao forma rekreacije u vidu arkadne igre, ali mnogo češće kao sredsrvo za kockanje, popunjavajući mesto u japanskoj kockarskoj industriji koje slot mašine] imaju na Zapadu.
Paćinko centri su široko rašireni u Japanu i obično sadrže veliki broj paćinko mašina (takođe poznatih i kao paćislo, od engleskog „pachinko slot”); s toga, ovi centri liče i funkcionišu slično kazinima.
Kockanje u razmenu za novac je obično ilegalno u Japanu, ali velika popularnost paćinko kockanja (sa malim ulozima) je dovela do određene rupe u zakonu, dozvoljavajući mu da postoji. Po zakonu, paćinko loptice osvojene u igrama se ne mogu zameniti direktno u novac u paćinko centru, ne mogu se uklanjati iz svog centra u druge; ali, one se mogu legalno zameniti za takozvane „specijalne nagrade”- žetone (特殊景品 tokushu keihin). Ovi žetoni se onda legalno „prodaju” za novac kod posebnog dobavljača izvan centra. Ovi dobavljači (uglavnom sami vlasnici centara) zatim centrima ponovo prodaju žetone za malo veću cenu, tako dolazeći do profita a da zapravo nisu prekršili zakon.
Do 1994, paćinko tržište u Japanu je procenjeno na 30 biliona JPY (skoro 300 milijardi USD. U 1999, prihod od paćinko centara je doprineo 5,6% od japanskog BDP-a od 500 biliona. Preko 330,000 osoba je bilo zaposleno u njima, sto je 0,52% od ukupnog broja zaposlenih u Japanu. Od 2015, japansko paćinko tržište proizvodi više kockarskog profita od Las Vegasa, Makaa i Singapura zajedno. Ova jedva legalna priroda industrije i veliki profit koji nastaje od nje je u trenucima izazivao veliku upetljanost Jakuze, japanske mafije, koja ju je koristila u svrhu pranja novca i ucenjivanja, ali od 1990-ih se ova pojava smanjila usled povećanja policijskog nadzora i kontrole.

## Mašine
Paćinko mašine podsećaju na fliper mašinu a funkcionišu tako što aktivacijom mašine izleće veliki broj malih kuglica koje bi trebalo da budu “zarobljene” u određene delove mašine. Samim tim, što više kuglica je zarobljeno dovodi do oslobađanja još većeg broja kuglica, i na taj način se skuplja sve veći broj tokena- žetona.

## Istorija
Paćinko mašine su nastale 1920-ih kao dečja igračka „Korintova igra” (Corinth Game, コリントゲーム korinto gēmu). Jedna od inspiracija je bila Billiard japonais ’Japanski bilijar’, nastao u zapadnoj Evropi u 18. veku.
Počele su kao kasnovečernja zabava u Nagoji oko 1930. i odatle su se raširile. Svi paćinko centri u Japanu su bili zatvoreni tokom Drugog svetskog rata, ali su se ponovo otvarale od kasnih 1940-ih.
Paćinko od tad ostaje popularan; prvi komercijalni centar je otvoren u Nagoji u 1984. Tajvan, kao zemlja na koju je Japan ostavio uticaj tokom svoje okupacije, danas ima mnogo paćinko centara.
Danas se procenjuje da oko 80% centara poseduju etnički Korejci.
U 2001, britanska kompanija BS Group je kupila ulog Tokyo Plaze koja je posedovala 20 paćinko centara, koje je zatim otvorila u Ujedinjenom Kraljevstvu.

## Zavisnost
Studija iz 2014. pokazuje da u Japanu patološke kockarske tendencije kod odraslih prisutne u 9.04% muškaraca i 1.6% žena, više nego kod američkog broja od 1.6%, naročito u muškoj populaciji. U 1999, 29% igrača je za sebe smatralo da ima zavisnost od kockanja, a drugih 30% je priznalo da su pozajmljivali novac za kockanje